# Гамелия
Гамелия (лат. Hamelia) — род деревянистых растений семейства Мареновые (Rubiaceae).
Род назван в честь французского ботаника Анри Луи Дюамеля дю Монсо.

## Распространение
Встречается в тропических и субтропических областях Америки: от Мексики и Флориды (США) до севера Аргентины.

## Ботаническое описание
Кустарники или деревья. Листья супротивные или мутовчатые, простые.
Цветки обоеполые, собраны в конечные, разветвлённые соцветия. Чашечка короткая. Венчик из 5 долей, трубчатый, красный, оранжевый или жёлтый. Тычинок 5. Пестик 1. Плод — округлая или удлинённая, вначале красная, затем пурпурно-чёрная ягода. Семена многочисленные, мелкие.

## Виды
Род включает 16 видов:
- Hamelia axillaris Sw.
- Hamelia barbata Standl.
- Hamelia calycosa Donn.Sm.
- Hamelia chrysantha Sw.
- Hamelia cuprea Griseb.
- Hamelia longipes Standl.
- Hamelia macrantha Little
- Hamelia magnifolia Wernham
- Hamelia papillosa Urb.
- Hamelia patens Jacq. — Гамелия оттопыренная
- Hamelia rostrata Bartl. ex DC.
- Hamelia rovirosae Wernham
- Hamelia sanguinea Elias
- Hamelia ventricosa Sw.
- Hamelia xerocarpa Kuntze
- Hamelia xorullensis Kunth